# Bill Wennington
William « Bill » Percey Wennington, né le 26 décembre 1963 à Montréal au Québec, est un ancien joueur canadien de basket-ball, surtout connu pour avoir fait partie de la grande équipe des Bulls de Chicago dans les années 1990.

## Biographie

### Carrière en club
Wennington commence en Lycée à Brookville, au NY's Long Island Lutheran Middle and High School, puis rejoint la NCAA avec St. John's University (New York). Il dispute un final four avec les St. John's Redmen, entraîné par le légendaire Lou Carnesecca. Il est ensuite sélectionné au premier tour de la Draft 1985 de la NBA par les Mavericks de Dallas, où il joue les premières saisons de sa carrière. Mais il se forge son palmarès en rejoignant la Virtus Bologne puis les Bulls de Chicago.

### En sélection canadienne
Il fait partie de l'équipe olympique canadienne lors des Jeux olympiques de Los Angeles 1984 et de Barcelone 1992. Il remporte également la médaille d'or au championnat du monde universitaire de 1983, en battant par ailleurs les États-Unis.

### Reconversion
Wennington a depuis écrit un livre, Tales From The Bulls Hardwood, et est chroniqueur radio à propos des Bulls de Chicago sur WCKG 105.9FM.

## Équipes
- 1985 - 1990 :  Mavericks de Dallas (NBA)
- 1990 - 1991 :  Sacramento Kings (NBA)
- 1991 - 1993 :  Virtus Bologne (LegA)
- 1994 - 1999 :  Bulls de Chicago (NBA)
- 1999 - 2000 :  Sacramento Kings (NBA)

## Palmarès
En club
- Champion NBA : 1996, 1997, 1998[1]
- Champion d'Italie : 1993

En sélection
- Vainqueur des World University Games : 1983

Personnel
- Membre du Québec Basketball hall of Fame
- Membre du Canada baskeball Hall of Fame
- Membre du Carey 306 Hall of Fame at St. John's University

Distinctions
Membre du Québec Basketball hall of Fame, du Canada baskeball Hall of Fame et du Carey 306 Hall of Fame at St. John's University

## Sources et références
1. ↑  « Bill Wennington », sur www.basketball-reference.com